# Призрачный шанс
«Призрачный шанс» (англ. Ghost of Chance, ISBN 1-85242-406-0) — повесть Уильяма Берроуза. Впервые она была опубликована в 1991 году в специальном издании библиотекой Музея американского искусства в Уитни; в 1995 году книга была переиздана более крупным тиражом в твёрдой обложке издательством High Risk Books. Ещё одно издание было выпущено уже после смерти Берроуза. 
На русском языке повесть увидела свет в 1999 году в переводе Дмитрия Волчека в № 58 «Митиного журнала», и в следующем была выпущена отдельным изданием московским издательством «Adaptec/T-ough Press».
Действие книги происходит на Мадагаскаре; главным её героем выступает человек по имени капитан Миссон (англ. Captain Mission), якобы создавший на острове в конце XVII века «пиратскую республику» Либерталию. Это пират, имя которого писатель позаимствовал из старинной книги «История знаменитых пиратов», впервые изданной в 1724 году в Лондоне и долгое время приписываемой Даниэлю Дефо. В новелле анализируются проблемы отношения человека к природе в присущем для Берроуза пессимистическом ключе.

## Издания
- Берроуз Уильям. Призрачный шанс / Пер. с англ. Дм. Волчека. — М.: Adaptec/T-ough Press, 2000. — 56 с. — 800 экз. — ISBN 5-93827-001-4.